# Hemicleus
Hemicleus là một chi bọ cánh cứng trong họ 
Elateridae.
Chi này được miêu tả khoa học năm 1857 bởi Candèze.

## Các loài
Các loài trong chi này gồm:
- Hemicleus adspersulus (Klug, 1855)
- Hemicleus apicalis Schwarz, 1898
- Hemicleus caffer Candèze, 1857
- Hemicleus cardiophoroides Fleutiaux, 1919
- Hemicleus chappuisi Fleutiaux, 1935
- Hemicleus dorsalis Schwarz, 1898
- Hemicleus duplicatus Hayek, 1973
- Hemicleus elegans Fleutiaux, 1935
- Hemicleus fasciculatus Schwarz, 1905
- Hemicleus ferrantei Buysson, 1911
- Hemicleus guineensis Girard, 2003
- Hemicleus inordinatus Fleutiaux, 1932
- Hemicleus jeanneli (Fleutiaux, 1919)
- Hemicleus longicollis Schwarz, 1905
- Hemicleus majusculus Candèze, 1897
- Hemicleus normandi Buysson, 1920
- Hemicleus ordinatus Fleutiaux, 1932
- Hemicleus quadricollis Fleutiaux, 1919
- Hemicleus villiersi Cobos, 1970
- Hemicleus weisei Schwarz, 1898